# Ophelia (película)
Ophelia es una película británico-estadounidense histórica de drama romántico de 2018, dirigida por Claire McCarthy, escrita por Semi Chellas y basada en el personaje homónimo de William Shakespeare y la novela de Lisa Klein. La cinta está protagonizada por Daisy Ridley como el personaje titular, con Naomi Watts, Clive Owen, George MacKay, Tom Felton y Devon Terrell en papeles secundarios. La película sigue la historia de Hamlet contada desde la perspectiva de Ophelia. 
La película se estrenó en el Festival de Cine de Sundance de 2018 y tuvo un estreno limitado el 28 de junio de 2019, seguido de un lanzamiento digital el 2 de julio de 2019 por IFC Films.

## Sinopsis
Como una niña rebelde y sin madre, Ophelia es llevada al Castillo de Elsinore por la reina Gertrude como una de sus damas de honor más confiables. Muy pronto, Ophelia captura los afectos del joven Príncipe Hamlet. Un romance apasionado enciende a los dos en secreto, ya que el reino está al borde de la guerra en medio de su propia intriga política y traición. Cuando el padre de Hamlet es asesinado y el ingenio del príncipe comienza a desenmarañarse en una búsqueda insaciable de venganza, Ofelia navega por las reglas del poder en Dinamarca mientras lucha por elegir entre su verdadero amor y su propia vida.

## Reparto
- Daisy Ridley como Ofelia.
- George MacKay como Hamlet.
- Naomi Watts como Gertrudis / Matilde.
- Clive Owen como Claudio.
- Tom Felton como Laertes, hermano de Ofelia.
- Devon Terrell como Horacio.
- Nathaniel Parker como Rey Hamlet.
- Dominic Mafham como Polonio, padre de Ofelia y Laertes.
- Daisy Head como Cristina.
- Mia Quiney como Ofelia joven.
- Anna Rust como Matilde joven.
- Jack Cunningham-Nuttall como Hamlet joven.

## Producción
El 4 de mayo de 2016, se anunció que Daisy Ridley y Naomi Watts protagonizarían la película dramática Ophelia, basada en el personaje del mismo nombre de William Shakespeare. La película se basaría en la novela de Lisa Klein, y Claire McCarthy la dirigiría, con un guion de Semi Chellas. Covert Media financiaría la película, mientras que Daniel Bobker y Ehren Kruger producirían la cinta junto con Sarah Curtis. Bert Marcus también es productor ejecutivo de la película.
El rodaje comenzó en abril de 2017, con un primer vistazo lanzado en mayo. Después de tres meses, la producción principal terminó el 6 de julio de 2017. El compositor ganador del Premio Óscar Steven Price firmó para componer la música.

## Estreno
La película se estrenó en el Festival de Cine de Sundance el 22 de enero de 2018. En febrero de 2019, IFC Films adquirió los derechos de distribución de la película en Estados Unidos, donde fue estrenada el 28 de junio de 2019.

## Recepción de la crítica
En Rotten Tomatoes, la película tiene un índice de aprobación del 61% según 132 reseñas. El consenso de los críticos del sitio dice: «Defectuosa pero intrigante, Ophelia utiliza Hamlet como punto de partida para un noble intento de ofrecerle a un personaje incomprendido una agencia que hace mucho tiempo se le debía». Metacritic encuestó a 23 críticos y evaluó 11 críticas como positivas, 10 como mixtas y 2 como negativas. Dio una puntuación total de 60 sobre 100, lo que indicaba «críticas mixtas o promedio».
Ophelia inicialmente recibió críticas mixtas durante sus primeras proyecciones. Tras una campaña de la empresa de publicidad Bunker 15, entre octubre de 2018 y enero de 2019 se añadieron ocho reseñas, siete positivas y una negativa, que cambiaron la calificación de «podrido» a «fresco». El autor de la sola reseña negativa afirmó que Bunker 15 intentó que cambiaran su reseña y otros críticos afirmaron que la compañía les pagó al menos 50 dólares por las reseñas positivas. Desde entonces se ha informado que la página original de Rotten Tomatoes sobre Ophelia ha sido eliminada.